# Patrik Mráz
Pour les articles homonymes, voir Mraz.
Patrik Mráz, né le 1er février 1987 à Púchov (alors ville de Tchécoslovaquie), est un footballeur professionnel slovaque. Il occupe le poste de défenseur au Sandecja Nowy Sącz.

## Biographie

### Sa signature au Śląsk Wrocław, en Pologne
En janvier 2012, Patrik Mráz signe un contrat portant sur trois années et demie avec le Śląsk Wrocław, club leader du championnat polonais. Le Śląsk avait tout d'abord conclu un accord concernant l'arrivée à l'été du joueur, dont le contrat avec Žilina expirait en juin 2012. Dès la reprise du championnat en février, Mráz s'installe au sein de la défense. Fin novembre 2012, son contrat est résilé d'un commun accord.

## Palmarès
- Champion de Slovaquie : 2008, 2010
- Vainqueur de la Supercoupe de Slovaquie : 2010